# Духовницкое
Духовницкое — посёлок городского типа, административный центр и крупнейший населённый пункт Духовницкого района Саратовской области. Образует одноимённое Духовницкое муниципальное образование со статусом городского поселения как единственный населённый пункт в его составе.

## География

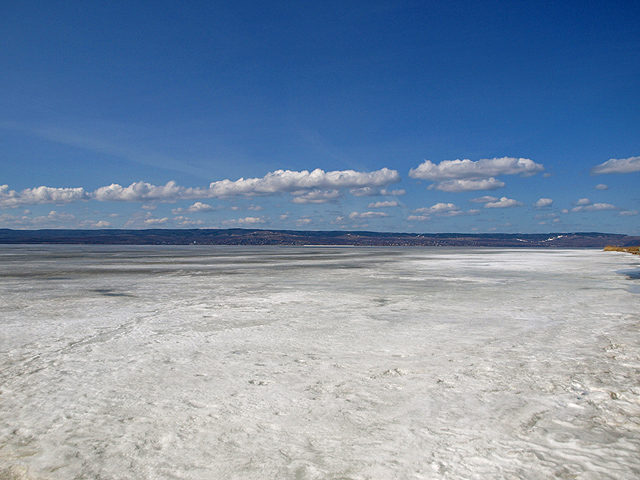
Саратовское водохранилище и Хвалынск, вид с пристани

Посёлок расположен на севере Саратовской области, на левом берегу Волги, напротив города Хвалынск, с которым до 2012 года был связан паромным сообщением. Расстояние до Саратова — 270 км, до Самары — 190 км. Из областного центра в Духовницкое ходит рейсовый автобус. В летнее время между Хвалынском и Духовницким дважды в день курсирует речной трамвай ОМ-135 (ранее ходил автомобильный паром). Ближайшие железнодорожные станции Приволжской региональной железной дороги — Тополек и Ишково, 80 км; расстояние до станции Кулатка на противоположном берегу Волги — 35 км. Федеральная трасса Р226 проходит в 50 км южнее Духовницкого.
Расположенный на берегу Саратовского водохранилища, посёлок почти полвека страдал от недоделок по берегоукреплению. Ежегодно Волга отнимала от 8 до 16 метров берега, протяжённость которого в районе Духовницкого составляет 7 км. Первые работы по укреплению берега были проведены в 1990-е годы (построена 300-метровая шпунтовая стенка), а в 2010 году береговая линия Духовницкого была укреплена каменными отвалами.

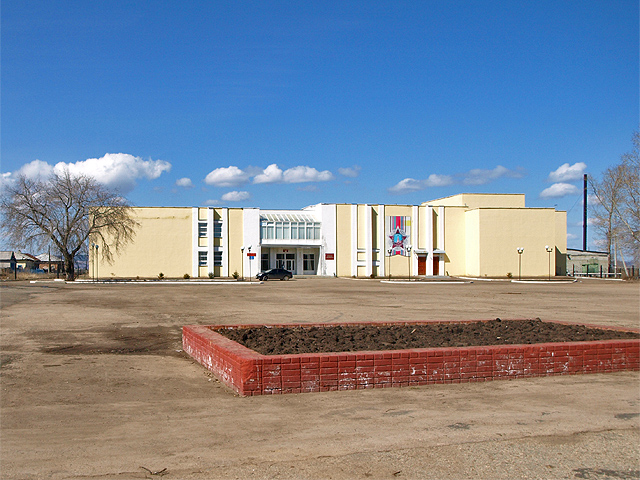
Дом культуры

## История
Первыми постоянными поселениями на территории Духовницкого района были старообрядческие скиты. Согласно данным Государственной архивной службы России, деревня Павловское (также Ново-Павловка, впоследствии Духовницкое) образовалась в 1778 году при озере Шаганине по указу Екатерины II.
В Списке населённых мест Российской империи по сведениям за 1859 год упоминается как владельческое село Духовницкое (оно же Павловское), расположенное при реке Волге и озере Шаганине на расстоянии 62 вёрст от уездного города. Село относилось к Николаевскому уезду Самарской губернии. В населённом пункте проживало 84 мужчины и 92 женщин, имелись православная церковь и пристань.
После крестьянской реформы Духовницкое было отнесено к Липовской волости. Большая часть земель принадлежала семье зажиточных помещиков Протопоповых. Основным экспортируемым товаром волости были лес и пшеница, которые грузили на пристани в Духовницком и сплавляли по Волге. В 1878 году помещиком А. М. Протопоповым в Духовницком была открыта двухклассная школа. В Списку населённых мест Самарской губернии по сведениям за 1889 год населённый пункт значится как хутор Духовницкая Пристань. На тот момент в населённом пункте проживало 76 жителей, на хуторе имелись церковь, хлебная, лесная и пароходная пристани, работала ветряная мельница и земская станция.
Согласно Списку населённых мест Самарской губернии 1910 года в селе Духовницком (оно же Ново-Павловка) имелось всего 17 дворов, проживали 87 мужчин и 92 женщины (бывшие государственные крестьяне, православные и раскольники). В селе имелись церковь, церковно-приходская школа, земская станция, пристань, лесопильный завод, работала пароходная переправа через Волгу.
Во время Гражданской войны в Духовницком чешским полковником Чечеком был создан отряд левобережной группы войск белочехов и уральских казаков, действовавший по направлению на Николаевск.
В 1920-х Духовницкое было объединено в располагавшимся севернее селом Отрадное (Чечеринка), бывшими хуторами мещанина Лебедева, купца Соплякова и богослова, кандидата православия Корпачёва. В 1926 году Духовницком, уже объединённом с выше названными населёнными пунктами, насчитывалось 274 двора, проживали 511 жителей мужского пола и 598 женского.
После образования в 1928 году одноимённого района, Духовницкое стало его центром. В годы Великой Отечественной войны на фронт ушли около 11000 жителей района, более 5000 не вернулись. Пятеро стали Героями Советского Союза — Николай Васильевич Грибанов (1925—1944) из с. Брыковка (повторил подвиг А. М. Матросова), Валентин Кириллович Ерошкин (1925—1997) из с. Озинки, Виктор Иванович Лавров (1925—1943) из с. Софьинка, Николай Иванович Луговцев (1917—1944) из с. Никольское и Виктор Пахомович Темнов (1916—1978) из с. Богородское.
В 1966 году Духовницкое получило статус посёлка городского типа. В 1974 году было завершено строительство асфальтированной автодороги, связавшей посёлок с Саратовом. В 1988 году из Пугачёва в Духовницкое проложили газопровод.

## Население
Динамика численности населения по годам:
| Годы      | 1859 | 1889 | 1910 | 1926 |
| --------- | ---- | ---- | ---- | ---- |
| Население | 176  | 76   | 179  | 1109 |

| 1939  | 1959  | 1970  | 1979  | 1989  | 2002  | 2009  | 2010  | 2011  |
| ----- | ----- | ----- | ----- | ----- | ----- | ----- | ----- | ----- |
| 1992  | ↗2853 | ↗5122 | ↗5564 | ↗6494 | ↘5987 | ↘5800 | ↘5338 | ↘5322 |
| 2012  | 2013  | 2014  | 2015  | 2016  | 2017  | 2018  | 2019  | 2020  |
| ↘5293 | ↘5240 | ↗5252 | ↘5185 | ↘5111 | ↘5010 | ↘4955 | ↘4920 | ↘4818 |
| 2021  |       |       |       |       |       |       |       |       |
| ↘4628 |       |       |       |       |       |       |       |       |

## Религия
В конце XVIII века леса на территории нынешнего Духовницкого района были заселены старообрядцами, бежавшими от гонений Петра I. Они основали вдоль берега Волги поселения, скиты и духовную школу. Своё современное название Духовницкое, являвшееся одним из центров старообрядчества в регионе, получило благодаря своему статусу.
Первый православный молитвенный дом с часовней был построен в Духовницком в 1837 году помещиком М. Е. Протопоповым. В 1851 году приход перешёл в подчинение новообразованной Самарской епархии. К ноябрю 1857 года было закончено строительство новой кладбищенской церкви во имя Архистратига Божия Михаила. В последующие годы храм, приписанный к липовской Покровской церкви, дважды перестраивался, была открыта церковно-приходская школа. В советский период богослужения в церкви были прекращены, её переоборудованное здание занимали сначала кинотеатр, а затем учебно-курсовой комбинат управления сельского хозяйства и музыкальная школа. В 1995 году здание было возвращено верующим. Новая церковь освящена во имя святого пророка Божия Илии. При храме открыты библиотека и воскресная школа.
Старая церковь сохранилась в сильно изменённом виде. В 2012 году было освящено новое здание церкви.

## Достопримечательности
В Духовницком установлены памятники В. И. Ленину, герою гражданской войны П. Ф. Баулину и жителям района, погибшим в годы Великой Отечественной войны. На площади перед зданием администрации и домом культуры располагается парк, выходящий к набережной. Дом творчества юных занимает здание XIX века, принадлежавшее семье Протопоповых.

## Инфраструктура
В посёлке имеются общеобразовательная школа, центральная районная больница, отделение почтовой связи, филиалы Сбербанка и операторов сотовой связи. В Духовницком находятся три животноводческих и сельскохозяйственных предприятия района, а также рыбколхоз. Спортивно-технический клуб, на региональном уровне известен ансамбль русской народной и казачьей песни «Волжаночка». 8 сентября 2002 года в Духовницком открылся районный Дом культуры.

## Интересные факты
- 30 августа 1636 году корабли немецкого посольства во главе с путешественником Адамом Олеарием проходили по реке Волге мимо острова Сосновый. В своих сочинениях Олеарий на месте прежнего Духовницкого сделал отметку на карте: «Piscatorum tabernae. Vadum Qwetzebrod que Kosakorum transitus», что в переводе с латыни означает: «Хижины рыбацкие. Переправа казаков».
- Духовничане по праву гордятся своим именитым земляком — президентом АН СССР, почётным членом Президиума РАН, заведующим кафедрой вычислительных технологий и моделирования факультета вычислительной математики и кибернетики в Московском государственном университете (МГУ) им. М. В. Ломоносова, академиком Г. И. Марчуком. В его честь названа одна из улиц посёлка, проходящая вдоль Волги, а также средняя образовательная школа (МОУ «СОШ им. Г.И. Марчука р. п. Духовницкое»)[32].